# قنفل

تعديل مصدري - تعديل

قنفل هي إحدى قرى عزلة جعار بمديرية خنفر التابعة لمحافظة أبين، بلغ تعداد سكانها 103 نسمة حسب تعداد اليمن لعام 2004.